# جیمز لورنسن
جیمز لورنسن (انگلیسی: James Laurenson؛ زادهٔ ۱۷ فوریه ۱۹۴۰) بازیگر اهل نیوزیلند است.
او دانش‌آموختهٔ دانشگاه کنتربری است و کارش را با بازی در نمایشنامۀ مکبث به کارگردانی نایو مارش و کمی بعد با ایفای نقشی کوچک در فیلم زنان عاشق آغاز کرد.
از دیگر فیلم‌ها یا مجموعه‌های تلویزیونی که وی در آن‌ها نقش داشته است، می‌توان به تعرض، پدر براون، فضا: ۱۹۹۹، شاهد خاموش، شیادها، آدمکشان میدسامر، دیوار پینک فلوید، مأموران مخفی، میوی گربه، شارپ، نام رمز: کیریل، راهی طولانی تا فینچلی و وضعیت فعلی اشاره نمود.